# اوا بیچ (هاوایی)
اوا بیچ (به انگلیسی: ʻEwa Beach) یک منطقهٔ مسکونی در ایالات متحده آمریکا است که در هاوایی واقع شده‌است. اوا بیچ ۴٫۸ کیلومتر مربع مساحت و ۱۴٬۹۵۵ نفر جمعیت دارد و ۳ متر بالاتر از سطح دریا واقع شده‌است.